# ژان-فیلیپ دوژوا
ژان-فیلیپ دوژوا (فرانسوی: Jean-Philippe Dojwa‎؛ زادهٔ ۷ اوت ۱۹۶۷) دوچرخه‌سوار اهل فرانسه است.